# おれんじ食堂
おれんじ食堂（おれんじしょくどう）は、肥薩おれんじ鉄道が運行する快速列車（観光列車）である。

## 概要
2013年3月24日に新八代駅 - 川内駅間で運行を開始し、「変わりゆく美しい九州西海岸の景色を眺めながらゆったり、のんびり、スローライフな旅が楽しめる快適な空間の演出」をコンセプトとした観光列車である。
デザインは水戸岡鋭治が担当し、「“食”を通じて沿線の魅力を知ってもらう」をテーマに車内で沿線地域の特産物を使用した「おれんじ鉄道プロデュース」の料理や飲み物が味わえる。
食事のうち、温かい米飯やスープは車内のキッチンから提供され、それら以外は沿線の提携レストランからデリバリーされ、季節のスイーツや沿線の7つの町の特産品も届けられる。当初は食事はすべて車内のキッチンで作ることを予定していたが、衛生面で営業許可を取るのが難しいうえ、自社で作ってしまうと一次加工業者としか地元産業との関係が生まれず、地域の活性化としては弱いため、デリバリー方式となった。
「おれんじ食堂」のプロジェクトでは「そこにしかないオンリーワンのものを考案し、わざわざ行く理由になるものを作ること」が意識され、肥薩おれんじ鉄道営業部長の川窪重伸は、ビジネス面でのおれんじ食堂のコンセプトストーリーは、「究極の経済循環列車」と話し、「おれんじ食堂」の運行開始以降、水俣市の観光客が増加した。
2017年12月に利用者が5万人を突破した。
日本経済新聞が発表したお薦めの観光列車ランキングで7位に、2016年5月1日〜2017年4月30日までの阪急交通社のサイト内検索における、キーワードランキングで4位にランクインした。

### 「レストラン列車」の先がけ
改装が施された専用車両が使用され、列車そのものをレストランとして従来の弁当の枠に収まらない形で料理を提供するという従来の食堂車とは異なる形態は、後の「レストラン列車」の先がけとなった。
本来、現在において食堂車は大多数の乗客のニーズに合致しないものとされ、列車の効率化や運行効率の追求により減少傾向にある。また弁当や飲み物の販売も、たまたま買ってくれる人を対象に単品で販売しているうちは儲からず、事業者にとっては採算にのりにくい事業である。しかし利用者にとってはうれしいサービスであり、列車内での食事の楽しさにあらためて着目し、これを経営的に成り立たせるために考えられたのが、しっかりした料理を心地よい設備とサービスの下でセットで販売する今のレストラン列車である。
デザインを担当した水戸岡鋭治は、「レストラン列車」が広まり始める前から列車と食の関係を再構築しようという思いを強く持っており、「地上で食べるおむすびと、電車の中で食べるおむすびは味が変わる。地上で50点の味のおむすびが列車の中では60点や70点の味になる。景色が動き、心地よい揺れがあり、目的地に向かう期待でずっとおいしくなる。列車というシチュエーションは最もぜいたくな要素を持つ」と話し、また「人間は本来動物であるから、基本中の基本である「食」を押さえることが重要で、鉄道やホテル、自宅や観光地もそこを押さえないと豊かとは言えない」とも考えている。

## 運行概況
毎週金曜、土日祝日および多客期に1日4便運行されており、貸切運行も行われている（ただし、車両検査の関係で年に数回ほど3便までの運行となり、4便が運休する場合もある）。旅行商品として発売され、全区間乗車が基本で食事付きのパッケージプランと一部区間での乗車が可能で、希望により別料金を追加することで食事も可能な「乗車のみプラン」の2種類が販売されている。各便によって運行区間や食事を提供するレストランが異なり、食事メニューは1ヵ月ごとに替えられる。
車窓風景の美しい区間では時速約30kmまで落とし、「低速走行」が行われるほか、袋駅 - 米ノ津駅間の熊本県と鹿児島県の境に架かる鉄橋上では列車を一旦停止させるダイヤ設定となっている。
途中停車駅の日奈久温泉駅、佐敷駅、水俣駅、薩摩高城駅では駅マルシェが開催されており、沿線の特産品や地元グルメが販売されている。
パッケージプランの乗客には、沿線の名産品など土産品が用意されている。
また全ての乗客に対してウェルカムドリンクと布しぼりのサービス、乗車の記念としてオリジナル記念乗車証が1人1枚発行されるほか、乗車記念のフォトサービスや運転士制服・制帽の着用体験も楽しめる。
2020年3月ダイヤ改正より八代海、東シナ海に沈む夕陽に合わせるため、夏ダイヤ（4月～8月）と冬ダイヤ（9月～3月）が設定された。また、新型コロナウイルス感染症拡大の影響で2021年3月ダイヤ改正からは金曜日は団体専用とし、定期便は毎週土日のみの運用に減便していたが、2022年3月ダイヤ改正からは火曜と水曜を団体専用とし、定期便は金曜、土日祝日の運用になった。感染症拡大に伴う旅行自粛の影響で2020年は長期間運休を余儀なくされた。

### 夏ダイヤ
2便までは同じダイヤ。川内からの上りは3便・4便として川内 - 新八代を運行する（車両検査の関係で川内 - 出水の運行の日もある）。八代海で夕陽を眺められるダイヤになっている。

### 冬ダイヤ
2便までは同じダイヤ。川内からの上りは3便のみで川内 - 出水を運行する。川内の発車時刻が夏ダイヤより1時間繰り下げられ、東シナ海の夕陽を眺められるダイヤになっている。

### 停車駅
2018年9月現在、停車駅は以下の通り。
1便（プレミアムモーニング）
出水駅→水俣駅○→新水俣駅→津奈木駅→佐敷駅→日奈久温泉駅○△→八代駅→新八代駅
2便（スペシャルランチ）
新八代駅→八代駅○→日奈久温泉駅□→佐敷駅○△→津奈木駅□→新水俣駅→水俣駅○△→出水駅○□→阿久根駅○□→薩摩高城駅○△→川内駅
3便（スイーツ）
川内駅→薩摩高城駅○△→阿久根駅○□→出水駅
4便（ディナー）
出水駅→水俣駅○△→新水俣駅→津奈木駅□→佐敷駅○□→日奈久温泉駅○□→八代駅○→新八代駅
- ○の駅では、長時間停車が行われる。
- △の駅では、駅マルシェが開催される。
- □の駅では、駅みやげが提供される。

## 車両
HSOR-100形2両を改造した専用車両が使用される。「おれんじ食堂」の運転に際して、地元自治体などの協賛を得て、大阪車輌工業で大規模な改造が施された。
2両とも本来は片側2ドアだが、連結部のドアは締切扱いとなり、乗降は先頭側のドアからのみ行われる。
営業時は常時2両運転となるが、連結部の運転台は構内入換などのために存置されている。

### 外観
車体塗装は海原を連想させるシックなブルーに変更され、金色をイメージしたベージュでロゴやラインが描かれており、南欧の雰囲気と高級感にあふれたものとなっている。

### 内装
車内はホテルのロビーやカフェレストランをイメージしたデザインとなっており、1号車（HSOR-114）は「ダイニング・カー」、2号車（HSOR-116）は「リビング・カー」として整備されている。
腰掛けやテーブルに木の質感を活かし、至る所にさまざまな文字やロゴマークが掲げられ、他の鉄道車両とは異なる「ゆとりのある空間」が演出されている。使用された木材は全て熊本県・鹿児島県産で、床にはナラ、テーブルや椅子、カウンターなどの家具類は全てミズメザクラが使用されている。
車内の壁にはカラフルなアートが飾られた額が並び、トイレにも2点飾られている。
なお、1号車・2号車とも運転席の助士側に当たる部分はフリースペースの子供展望席が1両につき2席用意されている。

#### 1号車（ダイニング・カー）
1号車「ダイニング・カー」はパッケージプランの乗客が利用し、ホテルのカフェダイニングをイメージした空間となっている。便所が撤去され、室内には海側に海岸を向いたカウンター席、山側にテーブル席が配置されている。また通路スペースを確保するため、テーブルは半分の大きさに折り畳み可能となっている。定員は23名。
室内の椅子の多くが自由に移動させることの出来る「普通の椅子」となっており、走行中滑らないような工夫が施されている。
車内にはIHヒーターやシンクなどが備わったサービスカウンター兼キッチンが設置され、季節のスープとフレッシュジュース、コーヒーがフリードリンクとして提供される。またここで食事の準備作業などが行われる。車両にはキッチンへの給電用にディーゼル発電機が設置されたほか、新たに100Lのタンクが備え付けられた。
新八代寄り車端部には、多目的室が設けられている。

#### 2号車（リビング・カー）
2号車「リビング・カー」は「乗車のみプラン」の乗客が利用し、ホテルのリビングスペースをイメージした空間となっている。室内には海側にテーブル席、山側にカーテンで仕切られた半個室席が配置されている。半個室席は5室設けられ、中には海岸を向いた2人掛けのソファが用意されている。
また車内には洋式トイレが設けられ、付近には民芸品などが飾られたショーケースが設置され、新八代側の側面には収納棚が設けられているほか、トイレ前は車いす対応スペースとなっている。
川内寄り車端部には、ドリンクカウンターが設置されており、フリードリンクのコーヒーと熊本県、鹿児島県の銘菓がビュッフェ方式で提供される。

## 沿革
- 2013年（平成25年）
  - 3月6日：八代駅 - 川内駅間で試乗会を実施。
  - 3月20日：出水車両基地検修庫内で一般公開される[11]。
  - 3月24日：運行開始。
- 2016年（平成28年）3月26日：ダイヤが改正され、新たに八代駅 - 肥後高田駅間、肥後二見駅 - たのうら御立岬公園駅間、出水駅 -薩摩高城駅間が新たに徐行運転区間となり、重盤岩が最徐行ポイントに追加された[12]。
- 2017年（平成29年）3月12日：「おれんじ食堂」をワンコイン（500円）で試乗できる体験乗車会（午前は水俣駅 - 出水駅間、午後は水俣駅 - 佐敷駅間）が実施される[13]。
- 2018年（平成30年）
  - 3月16日：2便（スペシャルランチ）の食事を1年間限定でフレンチレストラン「ラ・ロシェル」のオーナーで出水市出身の坂井宏行が監修[5][14][15]。
  - 3月17日：1便と4便で、パッケージプランの値下げを実施[14]。
  - 4月18日：新水俣駅 - 新八代駅間でイギリスの本格的なアフタヌーンティーをみなまた和紅茶で楽しむ企画列車「おれんじ食堂 アフタヌーンティー列車」が運行される[16][17]。
- 2019年（平成31年）
  - 3月16日：列車の種別表示が「快速」から「おれんじ食堂」に改称。3便が阿久根駅で42分停車するダイヤになり、阿久根駅は駅マルシェの他に様々な体験コーナーが用意された。
- 2025年（令和7年）
  - 4月1日：運転士不足のため運行休止。運行再開は未定。運行休止期間中は出水駅に常駐し、「おれんじレストラン」として営業。
  - 9月19日・9月20日（予定）：南国交通主催のツアーにより鹿児島県内完結列車が特別運行される。20日は指宿枕崎線山川駅まで運行され、「おれんじ食堂」が初めて指宿枕崎線に入線する[18]。

### 注訳
1. ↑  但し、気動車を使用。
2. ↑  朝食プランのみ予約は10人以上からとなっている[9]。

### 記事全体の出典
- 『鉄道ファン』2013年5月号 No.625「肥薩おれんじ鉄道『おれんじ食堂』」「肥薩おれんじ鉄道HSOR-100形『おれんじ食堂』試乗記」P.63-P.69
- 『鉄道ジャーナル』2013年5月号 通巻559「肥薩おれんじ鉄道『おれんじ食堂』が登場」P.148
- 『鉄道ジャーナル』2013年6月号 通巻560「観光列車『おれんじ食堂1号』に乗る」P.62-P.67
- 『鉄道ジャーナル』2017年10月号 通巻612「おれんじ食堂からTHE ROYAL EXPRESSへ」P.42-P.43「『食』を楽しむ観光列車 その個性と魅力」P.56-P.57
- 『鉄道ピクトリアル』2013年5月号 No.875「肥薩おれんじ鉄道 おれんじ食堂」P.95
- 『鉄道ダイヤ情報』2013年5月号 通巻372「快速『おれんじ食堂』営業中」P.32-P.33「肥薩おれんじ鉄道 “おれんじ食堂” 運転開始」P.72